# Costa Rica himnusza

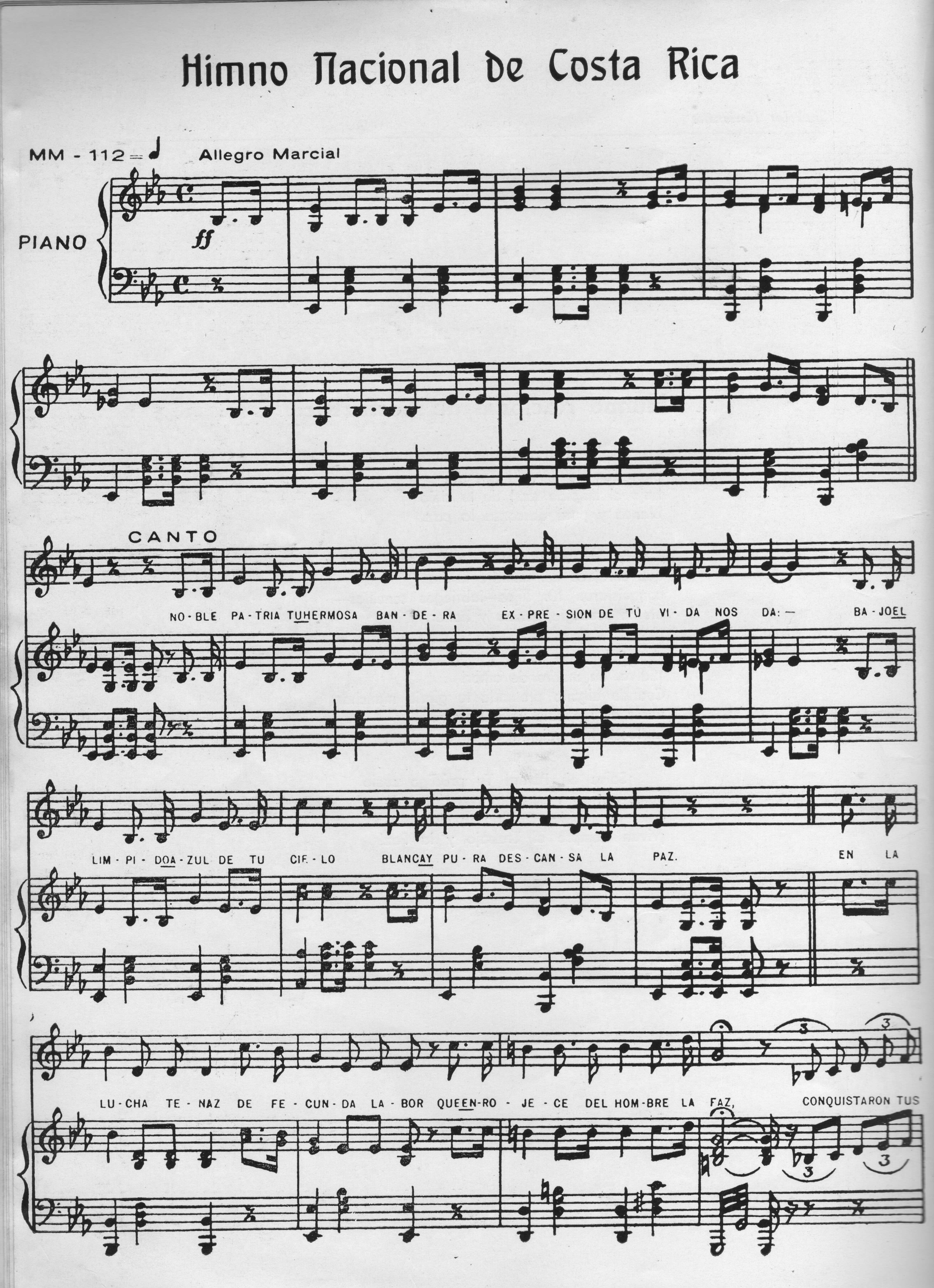
A himnusz egy régi kottája

A Noble patria, tu hermosa bandera című dal Costa Rica nemzeti himnusza 1853 óta. Zenéjét Manuel María Gutierrez (1829–1887) szerezte, szövegét 1900-ban írta José María Zeledón Brenes (1877–1949).
"Noble patria, tu hermosa bandera" - (Instrumental)

Probléma esetén lásd:Médiafájlok kezelése.

## Szövege spanyolul
Noble patria, tu hermosa bandera

expresión de tu vida nos da;

bajo el límpido azul de tu cielo
 
blanca y pura descansa la paz. 
En la lucha tenaz,

de fecunda labor

que enrojece del hombre la faz,

conquistaron tus hijos

labriegos sencillos 

eterno prestigio, estima y honor. 
¡Salve, o tierra gentil!

¡Salve, o madre de amor!

Cuando alguno pretenda

tu gloria manchar,

verás a tu pueblo valiente ividir,

la tosca herramienta en arma trocar. 
Salve oh Patria tu pródigo suelo,

dulce abrigo y sustento nos da;

bajo el límpido azul de tu cielo

¡vivan siempre el trabajo y la paz!

## Külső hivatkozások
- WMA file Archiválva 2011. július 18-i dátummal a Wayback Machine-ben